# موزه منطقه‌ای وین

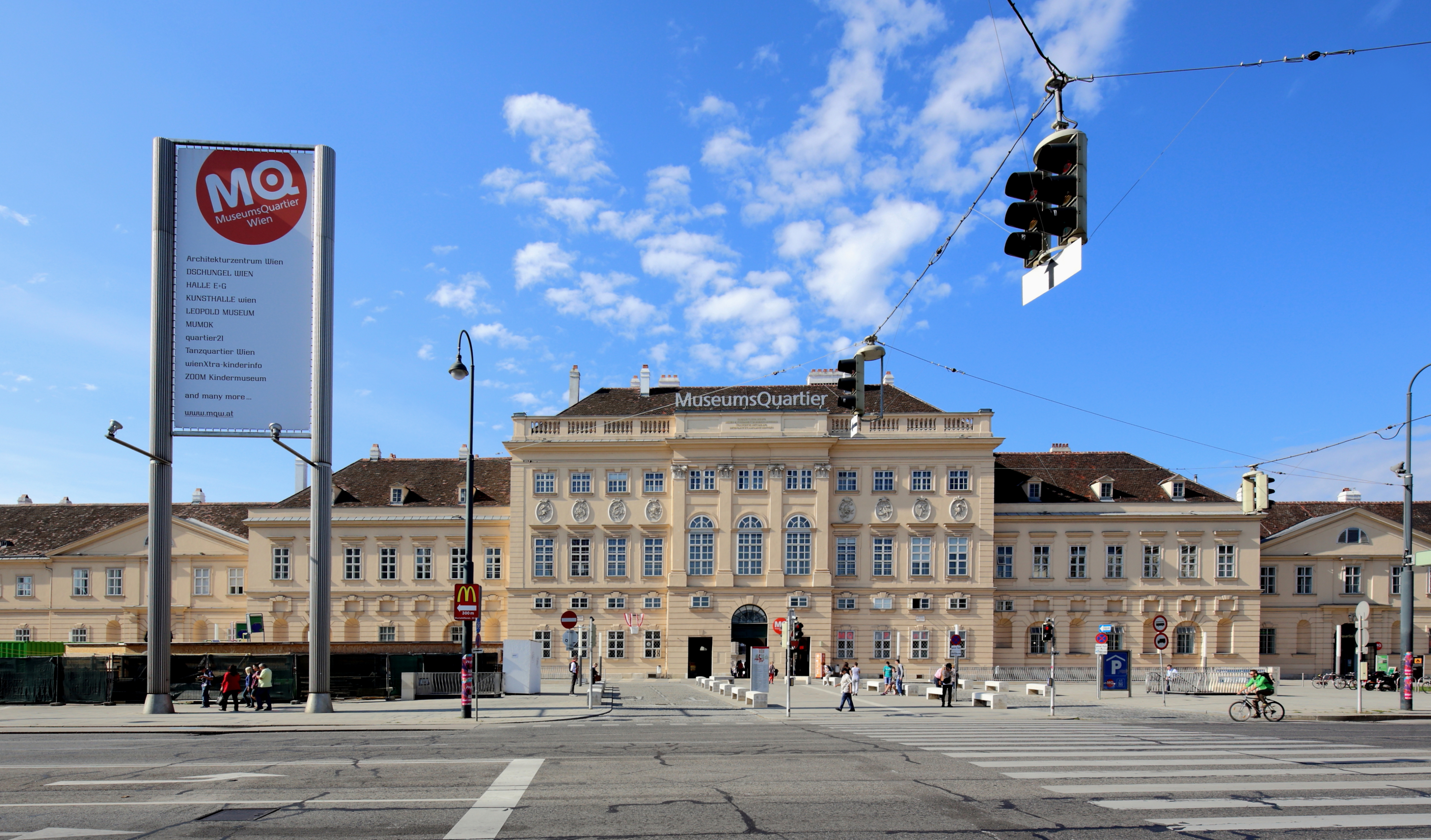
موزه منطقه‌ای وین

موزه منطقه‌ای وین ۶۰٬۰۰۰ مترمربع منطقه‌ای بزرگ در منطقه ۷ از شهر وین، اتریش است که هشتمین منطقه بزرگ فرهنگی در جهان است.

## موسسات

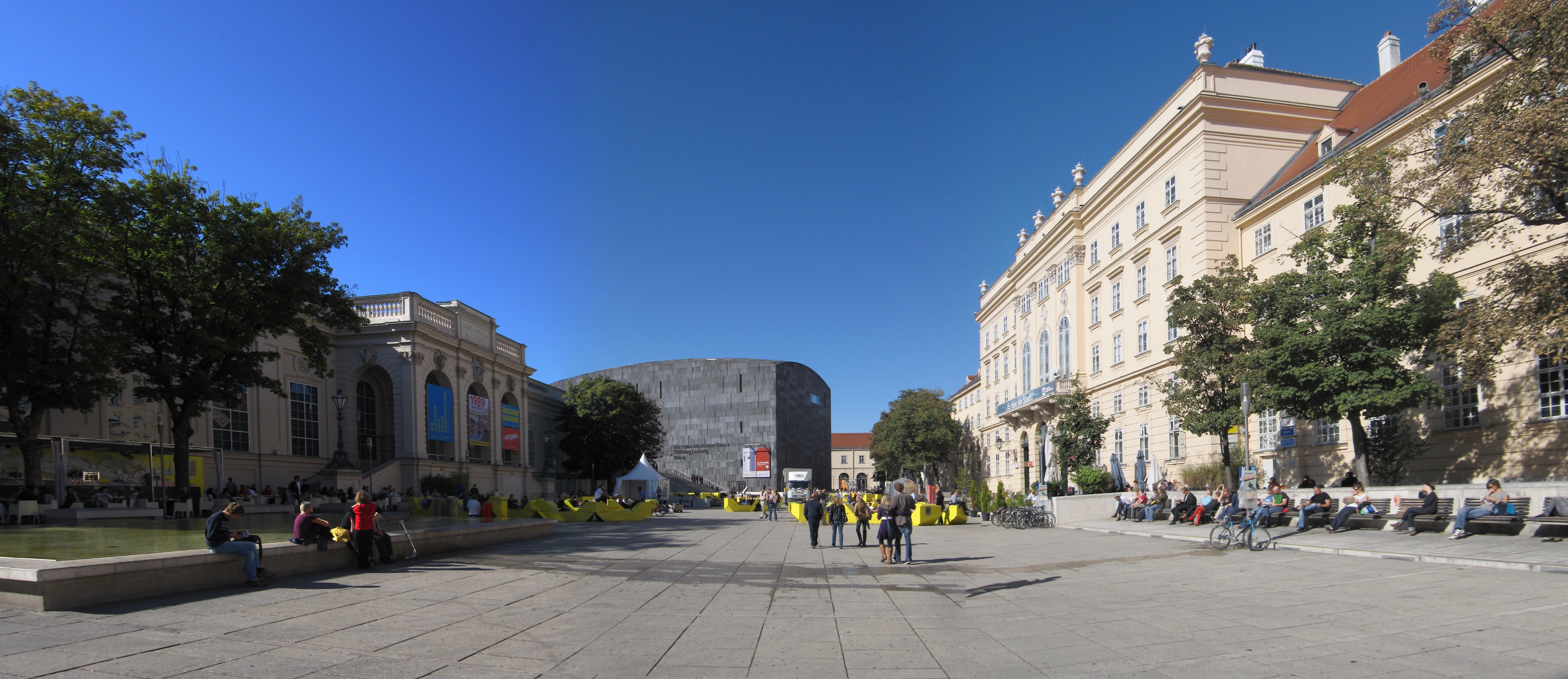
پانوراما موزه منطقه‌ای وین

- MUMOK
- موزه لئوپولد
- Kunsthalle Wien
- ZOOM Kindermuseum
- Tanzquartier
- Architekturzentrum Wien
- Q21

## نگارخانه

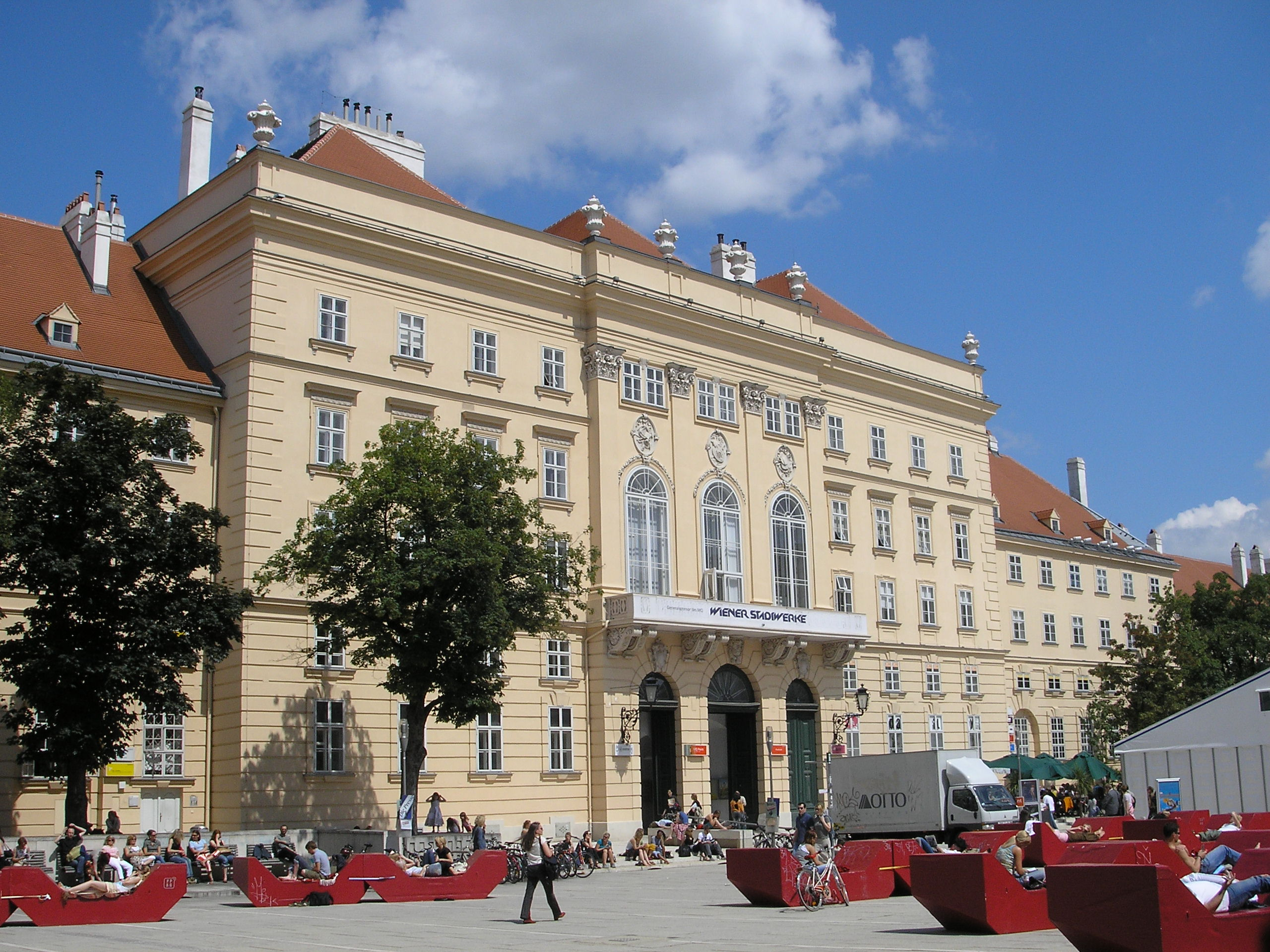
Hofstallung
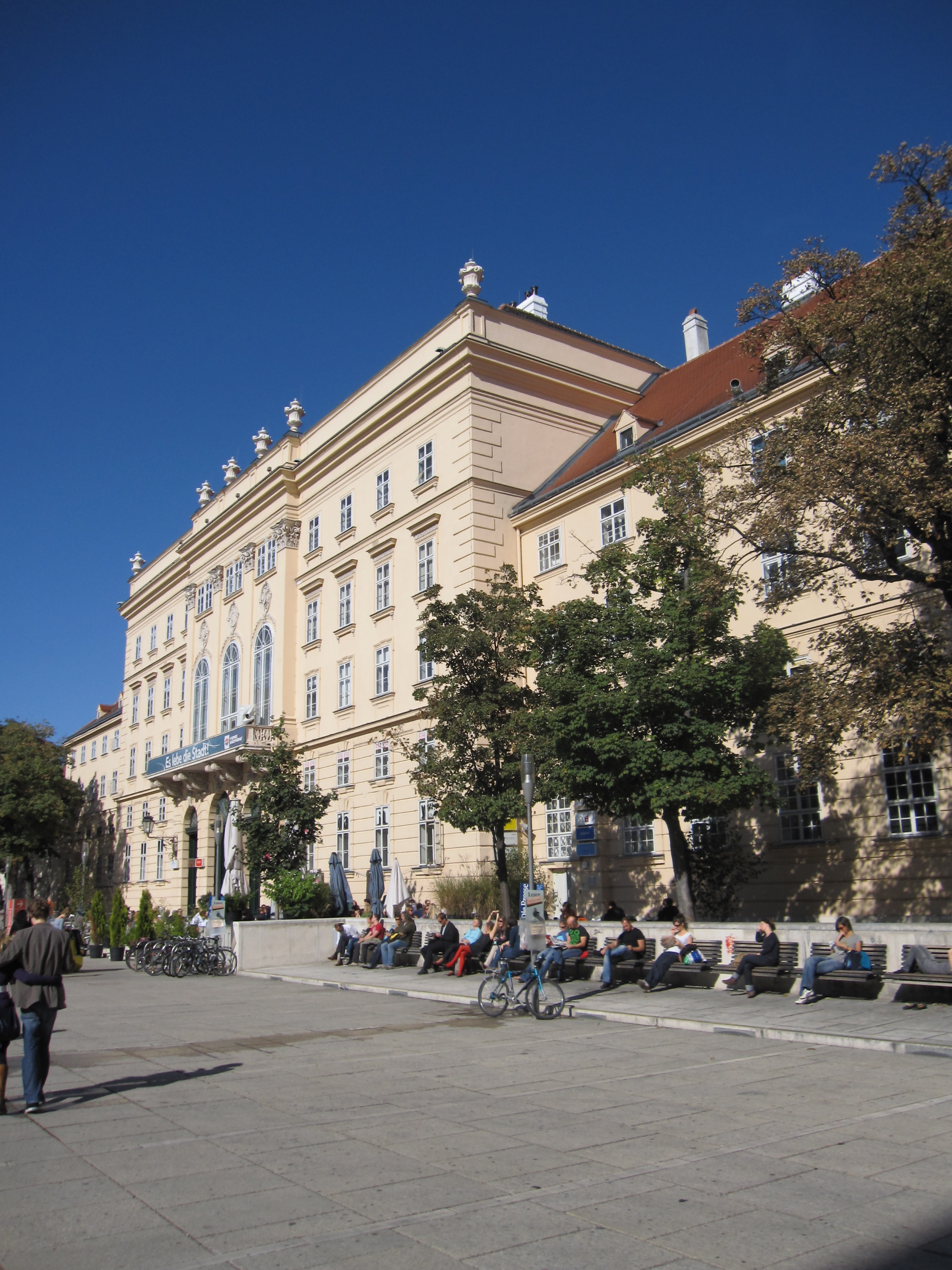
موزه منطقه‌ای وین
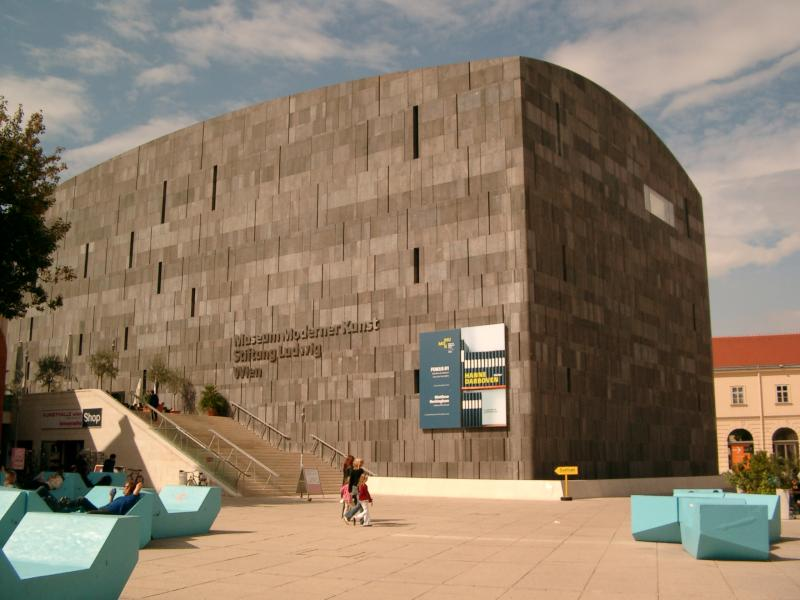
ماموک به عنوان بخشی از موزه منطقه‌ای وین
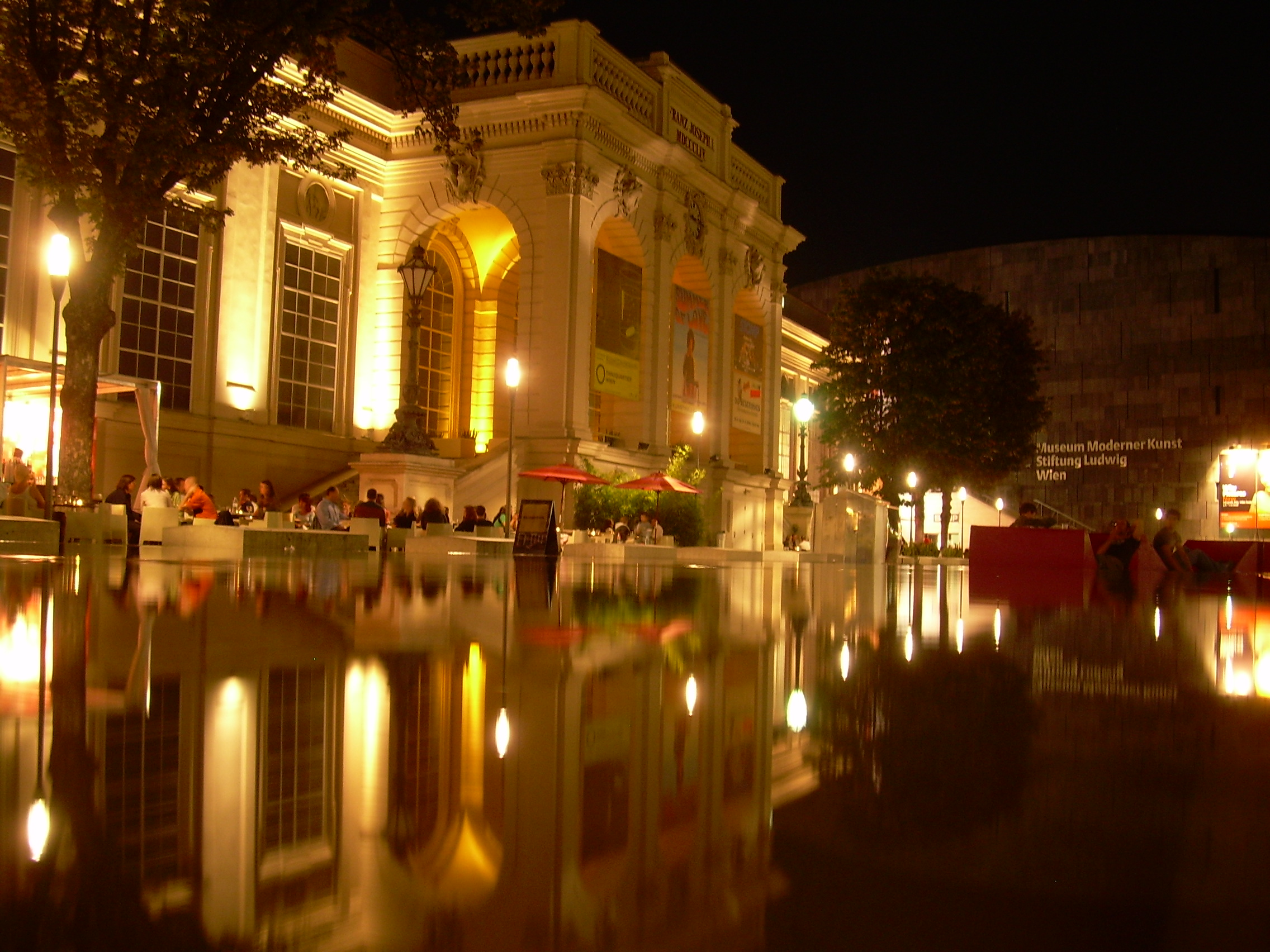
شب زنده داری در موزه منطقه‌ای وین

## کتابشناسی
- ون یوفلن کریس. معاصر، موزه‌ها - معماری، تاریخچه، مجموعه، براون، چاپ و نشر، 2010, ISBN 978-3-03768-067-4صفحه ۱۶۲–۱۶۳.